# مذاق دانفورث

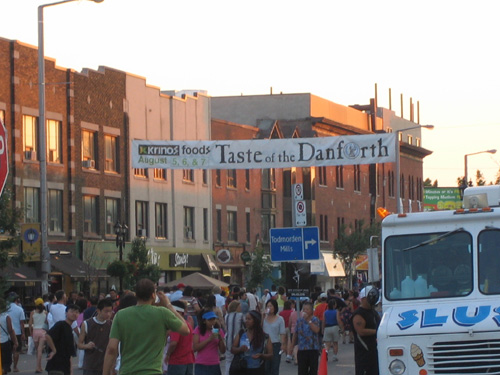

مذاق دانفورث هو مهرجان سنوي يقام في تورونتو، أونتاريو، كندا، في منطقة غريك تاون على طول طريق دانفورث في أغسطس ولمدة ثلاثة أيام، والذي انبثق من مذاق شيكاغو، إيلينوي، الولايات المتحدة.
إنه حالياً أكبر مهرجان في كندا. لقد بدأ في 1993، وفي 2013 أكمل عامه العشرين كمناسبة تحتفل بالطعام والحضارة اليونانية. صاحب باباز غريل، مطعم يوناني في دانفورث أعلن أن مذاق دانفورث "نمى أضعافا مضاعفة ومازال ينمو منذ 20 عاماََ حتى اليوم"
هذا الحدث عادة ما يقع في الأسبوع الثاني من أغسطس. أعداد الحضور الماضية بلغت 1,6 مليون شخص خلال هذا الحدث الذي دام ثلاثة أيام. ما يقرب من 1,6 كيلومتر من شارع دانفورث أغلقت من شارع برودڤيو  ليجتاز شارع جونزمن أجل المهرجان.